# Петрон Мамиконян
Петрон Мамиконян (на латински: Petronas the Patrician, на гръцки: Πετρωνᾶς; + 11 ноември 865) е влиятелен византийски военачалник и знатен аристократ от средата на 9 век.
Той е чичо на император Михаил III и има титлата магистър и патрикий, и е командир на елитните схоларии (scholai) и виглата.
Родителите му са друнгарият Марин и Теоктиста. По-малък брат е на императрица Теодора II, съпругата на император Теофил, на Варда и на Каломария, София и Ирена.
Петрон e стратег на Тракезион. На 3 септември 863 г. Петрон води победоносно византийската войска заедно с племенника си Михаил III в битката при река Лалакаон при Посон (Πόσων) или Порсон (Πόρσων), в Пафлагония против арабите, водени от емир Омар ал-Акта (упр. 830-те–863) от Емират Малатия (Мелитене). Тази византийска победа задължава българите от Първото българско царство да признаят православието, византийската форма на християнството. Петрон получава титлата магистър и длъжността доместик на схолите. Погребан е в Гастревия манастир.